# بطولة آسيا للجودو 2013
بطولة آسيا للجودو 2013 هي النسخة العشرون من بطولة آسيا للجودو، وقد أقيمت في بانكوك، تايلاند في الفترة من 19 إلى 21 أبريل 2013.

## ملخص الميداليات

### رجال
| الحدث                | الذهبية                        | الفضية                                   | البرونزية                          |
| -------------------- | ------------------------------ | ---------------------------------------- | ---------------------------------- |
| وزن خفيف جداً −60 كغم | هيروفومي ياماموتو · اليابان    | كيم وون-جين (لاعب جودو) · كوريا الجنوبية | يلدوس سميتوف · كازاخستان           |
| وزن خفيف جداً −60 كغم | هيروفومي ياماموتو · اليابان    | كيم وون-جين (لاعب جودو) · كوريا الجنوبية | تساي مينغ-ين · تايبيه الصينية      |
| نصف خفيف −66 كغم     | دافادورجين تومورخولج · منغوليا | ماساكي فوكوكا · اليابان                  | عظامات موكانوف · كازاخستان         |
| نصف خفيف −66 كغم     | دافادورجين تومورخولج · منغوليا | ماساكي فوكوكا · اليابان                  | هوانغ بو باي · كوريا الجنوبية      |
| خفيف −73 كغم         | هونغ كوك-هيون · كوريا الشمالية | ساينجارغالين نيام أوشير · منغوليا        | وانغ كي تشون · كوريا الجنوبية      |
| خفيف −73 كغم         | هونغ كوك-هيون · كوريا الشمالية | ساينجارغالين نيام أوشير · منغوليا        | هوانغ تشون-تا · تايبيه الصينية     |
| نصف متوسط −81 كغم    | هونغ سوك-وونغ · كوريا الجنوبية | ياسوهيرو إيبي · اليابان                  | أوتغونباتارين أوغانباتار · منغوليا |
| نصف متوسط −81 كغم    | هونغ سوك-وونغ · كوريا الجنوبية | ياسوهيرو إيبي · اليابان                  | أمير قاسمي نجاد · إيران            |
| متوسط −90 كغم        | شوهي شيموادا · اليابان         | غواك دونغ-هان · كوريا الجنوبية           | إسلام بوزباييف · كازاخستان         |
| متوسط −90 كغم        | شوهي شيموادا · اليابان         | غواك دونغ-هان · كوريا الجنوبية           | خورشيد نابييف · أوزبكستان          |
| نصف ثقيل −100 كغم    | جواد محجوب · إيران             | شيم جي-هو (لاعب جودو) · كوريا الجنوبية   | شاه حسين شاه · باكستان             |
| نصف ثقيل −100 كغم    | جواد محجوب · إيران             | شيم جي-هو (لاعب جودو) · كوريا الجنوبية   | باتولغين تيمولين · منغوليا         |
| ثقيل +100 كغم        | غاكو فوجي · اليابان            | يوري كراكوفيتسكي · قرغيزستان             | يرجان شينكييف · كازاخستان          |
| ثقيل +100 كغم        | غاكو فوجي · اليابان            | يوري كراكوفيتسكي · قرغيزستان             | تشو غو-هام · كوريا الجنوبية        |
| فرق                  | كوريا الجنوبية                 | اليابان                                  | منغوليا                            |
| فرق                  | كوريا الجنوبية                 | اليابان                                  | كازاخستان                          |

### سيدات
| الحدث                | الذهبية                                    | الفضية                                     | البرونزية                         |
| -------------------- | ------------------------------------------ | ------------------------------------------ | --------------------------------- |
| وزن خفيف جداً −48 كغم | هيرومي إندو · اليابان                      | كيم سول مي · كوريا الشمالية                | مونخباتين أورانتسيتسيغ · منغوليا  |
| وزن خفيف جداً −48 كغم | هيرومي إندو · اليابان                      | كيم سول مي · كوريا الشمالية                | مو تشين تشين · الصين              |
| نصف خفيف −52 كغم     | تاكومي مياكاوا · اليابان                   | بالجينيامين بات إردين · منغوليا            | أنغوم أنيتا تشانو · الهند         |
| نصف خفيف −52 كغم     | تاكومي مياكاوا · اليابان                   | بالجينيامين بات إردين · منغوليا            | ليو جينغ (لاعبة جودو) · الصين     |
| خفيف −57 كغم         | ميغومي إيشيكاوا · اليابان                  | كيم جان دي (لاعبة جودو) · كوريا الجنوبية   | دورجسورينجين سوميا · منغوليا      |
| خفيف −57 كغم         | ميغومي إيشيكاوا · اليابان                  | كيم جان دي (لاعبة جودو) · كوريا الجنوبية   | ليناريا مينغازوفا · كازاخستان     |
| نصف متوسط −63 كغم    | شو ليلي · الصين                            | كيم سو غيونغ (لاعبة جودو) · كوريا الشمالية | تسيديفيورين تسيرينادميد · منغوليا |
| نصف متوسط −63 كغم    | شو ليلي · الصين                            | كيم سو غيونغ (لاعبة جودو) · كوريا الشمالية | ميكي تاناكا · اليابان             |
| متوسط −70 كغم        | هوانغ يي سول · كوريا الجنوبية              | تسيديفيورين نارانجارغال · منغوليا          | كارين نونيرا · اليابان            |
| متوسط −70 كغم        | هوانغ يي سول · كوريا الجنوبية              | تسيديفيورين نارانجارغال · منغوليا          | غلنوزا ماتنيازوفا · أوزبكستان     |
| نصف ثقيل −78 كغم     | جونغ غيونغ مي · كوريا الجنوبية             | سول كيونغ · كوريا الشمالية                 | باتولغين مونختويا · منغوليا       |
| نصف ثقيل −78 كغم     | جونغ غيونغ مي · كوريا الجنوبية             | سول كيونغ · كوريا الشمالية                 | تشانغ جيهوي · الصين               |
| ثقيل +78 كغم         | لي جونغ إيون (لاعبة جودو) · كوريا الجنوبية | ماي تاتياما · اليابان                      | ثونثان ساتجادت · تايلاند          |
| ثقيل +78 كغم         | لي جونغ إيون (لاعبة جودو) · كوريا الجنوبية | ماي تاتياما · اليابان                      | لي يانغ (لاعبة جودو) · الصين      |
| فرق                  | اليابان                                    | منغوليا                                    | كوريا الجنوبية                    |
| فرق                  | اليابان                                    | منغوليا                                    | كازاخستان                         |

## جدول الميداليات
*   البلد المضيف (مضيف)
| المرتبة | فريق           | ذهبية | فضية | برونزية | المجموع |
| ------- | -------------- | ----- | ---- | ------- | ------- |
| 1       | اليابان        | 7     | 4    | 2       | 13      |
| 2       | كوريا الجنوبية | 5     | 4    | 4       | 13      |
| 3       | منغوليا        | 1     | 4    | 7       | 12      |
| 4       | كوريا الشمالية | 1     | 3    | 0       | 4       |
| 5       | الصين          | 1     | 0    | 4       | 5       |
| 6       | إيران          | 1     | 0    | 1       | 2       |
| 7       | قرغيزستان      | 0     | 1    | 0       | 1       |
| 8       | كازاخستان      | 0     | 0    | 7       | 7       |
| 9       | أوزبكستان      | 0     | 0    | 2       | 2       |
| 9       | تايبيه الصينية | 0     | 0    | 2       | 2       |
| 11      | تايلاند        | 0     | 0    | 1       | 1       |
| 11      | باكستان        | 0     | 0    | 1       | 1       |
| 11      | الهند          | 0     | 0    | 1       | 1       |
| المجموع | المجموع        | 16    | 16   | 32      | 64      |

## الدول المشاركة
تنافس 218 رياضياً من 28 دولة.
- أفغانستان (1)
- الصين (13)
- تايبيه الصينية (14)
- هونغ كونغ (5)
- الهند (12)
- إندونيسيا (10)
- إيران (7)
- اليابان (13)
- كازاخستان (13)
- الكويت (7)
- قرغيزستان (11)
- لاوس (4)
- لبنان (4)
- ماكاو (3)
- منغوليا (14)
- نيبال (2)
- كوريا الشمالية (7)
- باكستان (3)
- الفلبين (9)
- قطر (4)
- سنغافورة (1)
- كوريا الجنوبية (14)
- سريلانكا (3)
- تايلاند (14)
- تركمانستان (8)
- الإمارات العربية المتحدة (3)
- أوزبكستان (14)
- فيتنام (5)

## وصلات خارجية
- موقع ippon.org